# Lackfärg
Lackfärg är pigmenterad lack och kallas ofta enbart lack av gammal hävd och vana. Färger och lacker är komplicerade materialkategorier sammansatta av flera komponenter, exempelvis bindemedel, olika typer av pigment, lösningsmedel och andra tillsatser. De ingående komponenternas handelsnamn består ofta genom historiens gång, men det är inte ovanligt att innehållet förändras både till sammansättning och till sina egenskaper. Det är också vanligt att förändringarna sker stegvis, med förbättrade egenskaper ur en synvinkel och sämre ur en annan. 

## Historia
Färger och lacker har använts genom årtusenden, både för att försköna och för att skydda sitt underlag.
I Japan och Kina har man sedan årtusenden framställt lacker ur ett latexextrakt från Urushi-trädet. Extraktet torkar i fuktig atmosfär och lackerna sägs ha en imponerande beständighet.